# Sigy

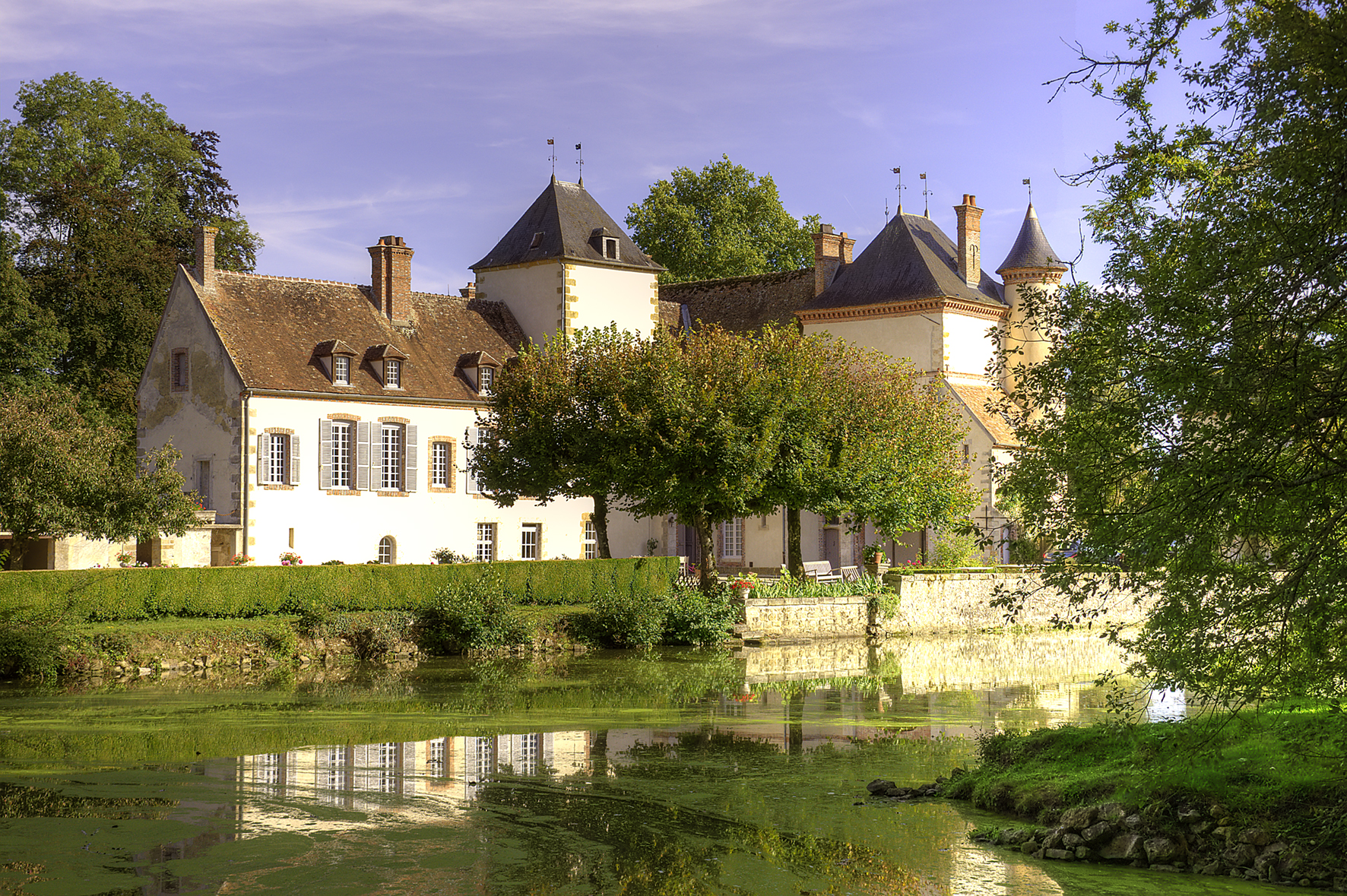
Zámek Sigy

Sigy je francouzská obec v departementu Seine-et-Marne v regionu Île-de-France. V roce 2012 zde žilo 49 obyvatel.

## Sousední obce
Donnemarie-Dontilly, Luisetaines, Mons-en-Montois, Paroy, Thénisy, Vimpelles

## Pamětihodnosti
- Zámek Sigy, obdélná stavba z 15. století s vnitřním dvorem a čtyřmi věžemi v rozích. Zámek byl přestavěn a rozšířen v 17. století, má však velmi zachovalé vnitřní zařízení, protože od 15. století patří téže rodině.
- Kostel Notre-Dame, gotický, jednolodní s věžičkou v průčelí.

## Vývoj počtu obyvatel
Počet obyvatel